# Windsor, North Carolina
Windsor är administrativ huvudort i Bertie County i North Carolina. Windsor hade 3 630 invånare enligt 2010 års folkräkning.